# أوستريا فرانشيسكانا
أوستريا فرانشيسكانا (بالإيطالية: Osteria Francescana)‏ هو مطعم يملكه ويُديره رئيس الطهاة ماسيمو بوتورا في مودينا، بإيطاليا.
سنة 2018، تصدّر مطعم أوستريا فرانشيسكانا قائمة أفضل 50 مطعمًا في العالم.  

## تاريخ
بعد الالتحاق بكلية الحقوق، افتتح ماسيمو بوتورا مطعم أوستريا فرانشيسكان في عام 1995.

## الجوائز
في عامي 2016 و2018، تم تصنيفه كأفضل مطعم عالمي ضمن قائمة أفضل 50 مطعم في العالم. كان أول مطعم إيطالي يفوز بالجائزة. كما كان ثاني أفضل مطعم في عام 2015، وثالث أفضل مطعم في سنتي 2013 و2014.
حاز المطعم على ثلاثة نجوم ميشلان، ويحمل المركز الأول في دليل الطعام الإيطالي (l'Espresso - Ristoranti d'Italia) بدرجة 20/20.